# Oulimnius aegyptiacus
Oulimnius aegyptiacus là một loài bọ cánh cứng trong họ Elmidae. Loài này được Kuwert miêu tả khoa học năm 1890.